# Quarta Divisão
Quarta Divisão é um filme policial português realizado por Joaquim Leitão, com Carla Chambel e Paulo Pires nos principais papéis. O filme foi lançado em 2013 e conta a história do desaparecimento de uma criança e a operação policial para a encontrar.

## Elenco
Contou com o seguinte elenco:
- Adriano Luz - Machado
- Bruno Salgueiro - Prisioneiro
- Carla Chambel - Helena Tavares
- Paulo Pires - Filipe Cabral e Melo
- Cristina Câmara - Olga Cabral e Melo
- Dinarte de Freitas - Lima
- Filipe Vargas - Ruas
- Francisco Areosa - Jornalista
- João Baptista - Palmeirão
- João Maria Pinto - Dono do Quiosque
- Luís Lucas - Leilão (Voz)
- Luís Romão - Inspector da Polícia
- Martim Barbeiro - Martim Cabral e Melo
- Tino Navarro - Juiz
- Heitor Lourenço
- Nuno Gil
- Pedro Varela
- Rita Lello